# Kabupaten de Wajo
Pour les articles homonymes, voir Wajo.
Le kabupaten de Wajo, en indonésien Kabupaten Wajo, est un kabupaten de la province indonésienne de Sulawesi central dans l'île de Célèbes. Son chef-lieu est Sengkang.

## Histoire
La principauté de Wajo a été fondée vers 1450.

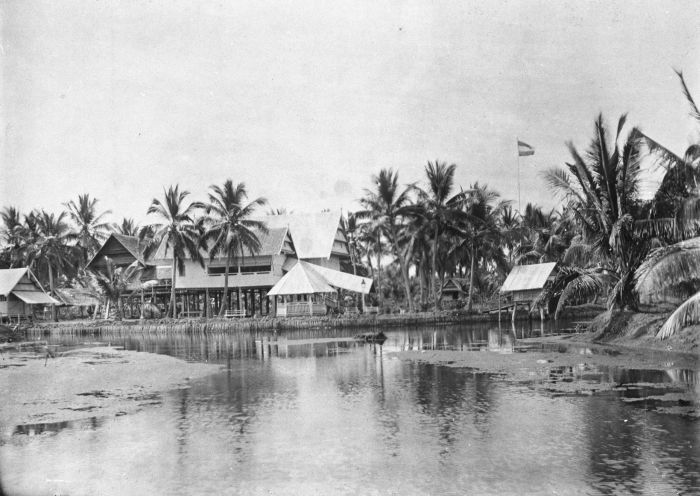
Demeure du regent de Lamata (vers 1930)